# Hiroaki Hirata
Pour les articles homonymes, voir Hirata.
 (mars 2020).
Si vous disposez d'ouvrages ou d'articles de référence ou si vous connaissez des sites web de qualité traitant du thème abordé ici, merci de compléter l'article en donnant les références utiles à sa vérifiabilité et en les liant à la section « Notes et références ».
Hiroaki Hirata (平田 広明, Hirata Hiroaki), né le 7 août 1963 à Tokyo, est un seiyū japonais. Il est aussi membre du Gekidan subaru.
Ses rôles les plus connus sont Sanji (One Piece), Sha Gojyo (Saiyuki), Kaburagi.T.Kotetsu alias Wild Tiger (Tiger & Bunny) et le narrateur de Digimon Adventure. Il est aussi le doubleur japonais officiel de l'acteur Johnny Depp. 

## Doublage

### Série TV (tokusatsu)
- Kaizoku Sentai Gokaiger - Machalcon
- Hikonin Sentai Akibaranger - Delu-Knight
- Kamen Rider Wizard - Narrateur

### Série TV (anime)
- Ace Attorney (Godot)
- Ashita no Nadja (Karuro)
- Ayakashi: Japanese Classic Horror (Iemon Tamiya)
- Air Gear (Aeon Clock)
- Black Lagoon (Benny)
- Banana Fish (Max Lobo)
- Canaan] (Santana)
- Claymore (Rubel)
- DearS (Xaki)
- Digimon Adventure (Narrator, Leomon, Hiroaki Ishida)
- Digimon Adventure 02 (Narrator, Takeru (adult), Hiroaki Ishida)
- Digimon Tamers (Leomon)
- Elfen lied (Professor Kakuzawa Yu)
- Hajime no ippo (Okita Keigo)
- Gaiking (John)
- God Eater (Lindow Amamiya)
- Ghost in the Shell: S.A.C. 2d GIG (Gino)
- Great Teacher Onizuka (Gibayashi)
- Hanbun no tsuki ga noboru sora (Goro Natume)
- Inu-Yasha (Suikotsu)
- Kaidan Restaurant (Ghastly Garçon(Waiter))
- Kekkaishi (Kaguro
- Kinnikuman Ni-sei (The Ninja)
- Kyo Kara Maoh! (Geigen "Hube" Huber)
- L/R: Licensed by Royalty (Jack Hofner)
- Made In Abyss (Wazukyan)
- Marvel Anime: Iron Man (Ho Yinsen)
- Magical Dorémi (Yada's father, Kenzo Asuka (the father), etc.)
- My Hero Academia (Re-Destro)
- Naruto (Genma Shiranui)
- One Piece (Sanji, Karoo, Inuppe, Fake Luffy)
- Petite Princess Yucie (Frederick)
- The Pink Panther (Mack)
- Saiyuki (Sha Gojyo)
- Night Raid 1931 (Takachiho Isao)
- Sword Art Online : Klein
- Tiger & Bunny (Kotetsu Kaburagi · Wild Tiger)
- Transformers : Cybertron (Live Convoy, Gasket, Lori's father)
- Space Brothers (Mutta Nanba)
- Ultimate Muscle (The Ninja)
- Ultraman (Netflix) (Ace Killer)
- Xenosaga: The Animation (Allen Ridgely)
- Zaion: I Wish You Were Here (Chanpia)

### OVA
- Saiyuki Requiem (Sha Gojyo)
- Saiyuki Reload Burial (Sha Gojyo)
- Hellsing Ultimate (Pip Bernadotte)

### Film d'animation
- Digimon Adventure (TV announcer)
- Innocence : Ghost in the Shell 2 (Koga)
- Garfield (Sir Roland)
- One Piece series (Sanji)
- WXIII: Patlabor the Movie 3 (Shinichiro Hata)

### Jeux vidéo
- Ace Combat 5: The Unsung War (Albert Genette)
- Are you Alice ? (Mad Hatter)
- Chaos Rings Omega (Vieg)
- Dissidia 012 Final Fantasy (Laguna Loire)
- Final Fantasy XII (Balthier)
- Kingdom Hearts 2 (Captain Jack Sparrow)
- Namco x Capcom (Bruce McGivern)
- Jeux Naruto (Genma)
- Jeux One Piece (Sanji)
- Spyro x Sparx: Tondemo Tours (Hunter the Cheetah)
- Tales of Innocence (Ricardo Soldato)
- Ultimate Marvel vs. Capcom 3 (Vergil)
- Xenosaga (Allen Ridgely)
- Metal Gear Rising: Revengeance ([Samuel Rodriguez])
- JoJo's Bizarre Adventure: All Star Battle (Jean-Pierre Polnareff)

### Doublages au cinéma
- Matt Damon
  - La Mémoire dans la peau
  - La Mort dans la peau
- Johnny Depp
  - Donnie Brasco (Joseph D. 'Joe' Pistone)
  - Fenêtre secrète (Mort Rainey)
  - Neverland (James Matthew Barrie)
  - Pirates des Caraïbes (Jack Sparrow)
  - Il était une fois au Mexique... Desperado 2 (Sands)
  - Le Chocolat (Roux)
  - Ed Wood (Ed Wood)
  - Sleepy Hollow (Ichabod Crane)
  - From Hell (Inspector Frederick Abberline)
  - Les Larmes d'un homme (Cesar)
  - La Neuvième Porte (Dean Corso)
  - Avant la nuit (Lieutenant Victor)
- Ewan McGregor
  - The Island
  - Trainspotting
  - Moulin Rouge
- Matt LeBlanc
  - Joey (Joey Tribbiani)
  - Friends (Joey Tribbiani)
- Autres
  - Encino Man (Matt (Michael DeLuise))
  - La Chute du faucon noir (Matt Eversmann (Josh Hartnett))
  - Big Fish (Will (Billy Crudup))
  - Les Experts : Manhattan (CSI: NY) (Danny Messer Carmine Giovinazzo))
  - Fight Club (Narrator (Edward Norton))
  - Disjoncté (Steven (Matthew Broderick)))
  - Urgences (John Carter (Noah Wyle))
  - Saw (Adam (Leigh Whannell))
  - Star Trek : Enterprise (Michael Rostov (Joseph Will))
  - Thomas and the Magic Railroad (M.. C. Junior (Michael E. Rodgers))

## Doublages VOD
- Ultraman Powered - Mark Mitchell, Dennis